# Республиканская обсерватория Йоханнесбурга
Республиканская обсерватория Йоханнесбурга (англ. Union Observatory или Transvaal Observatory) — ныне закрытая астрономическая обсерватория, расположенная в пригороде Йоханнесбурга, ЮАР.

## История
Изначально обсерватория носила название: Трансваальская Обсерватория, но впоследствии, в 1961 году, была переименована в республиканскую. В обсерватории велись исследования астероидов. Из наиболее значимых открытий можно выделить открытие Проксима Центавры. Ухудшение условий наблюдения в Йоханнесбурге, привели к закрытию обсерватории в 1971—1972. Тогда южноафриканское правительство решило объединить все астрономические исследования в одной организации, которая позже стала известна, как Южноафриканская астрономическая обсерватория (SAAO); штаб расположен в Кейптауне. Главные телескопы были перемещены в Сазерленд. С 1938 по 1954 года на территории Республиканской обсерватории Йоханнесбурга размещалась Лейденская южная станция.
Республиканская обсерватория была несколько раз переименована:
- Трансваальский метеорологический отдел (англ. Transvaal Meteorological Department) 1903—1909
- Обсерватория Трансвааля (англ. Transvaal Observatory) 1909—1912
- Обсерватория Союза (англ. Union Observatory) 1912—1961
- Республиканская обсерватория (англ. Republic Observatory) 1961—1971

## Руководители обсерватории
- Роберт Иннес 1903—1927
- Гарри Эдвин Вуд 1927—1941
- В. Х. ван ден Бос 1941—1956
- William Stephen Finsen 1957—1965
- Jan Hers 1965—1971

## Сотрудники обсерватории
- Кирилл Джексон